# Максимин Даја
Гај Валерије Галерије Максимин (лат. Gaius Valerius Galerius Maximinus; рођен 20. новембра 270. године, умро лета 313. године) био је римски цар, познат под својим надимком Даја, којег је понео из сељачког детињства. Он је био рођен на истоку данашње Србије, на истоку провинције Горња Мезија. Његов ујак је био цар Галерије. 
Галерије је стекао углед захваљујући својој војничкој каријери, а када је његов ујак Галерије добио титулу цезара, започео је његов успон. 
Године 308. када је Лициније постао август, Максимин Даја је захтевао исти положај и за себе. И заиста, постао је август 310. године, уз помоћ сопствених војника. Када је умро Галерије, 311. године, Максимин Даја је добио управу над провинцијом Азијом. Максимин Даја је касније склопио савез са Максенцијем који је контролисао Италију. 313. дошло је до отвореног разлаза између Лицинија и Максимина Даје. Дошло је до рата и Максимин Даја је био поражен у две битке на северу Мале Азије. После пораза прво је побегао у Никомедију, а затим у Тарс, где је и умро августа те године. 
Максимин Даја је сачуван у рђавој успомени међу хришћанима, зато што је наставио са прогонима иако је Галерије већ био објавио едикт о толеранцији.
Сестерцији Максимина Даја могу се видети у нумизматичким збиркама на Југоистоку Србије.

## Биографија
Максимин, чије право име је било Даја, био је Галеријев сестрић. У свом раном животу био је пастир у родној Илирији. Одрекавши се овог скромног позива у замену за војнички живот, уздигао се до највишег положаја у служби, пре ће бити силом интереса него каквим приметним заслугама. По Диоклецијановој абдикацији у Никомедији 305, премда се није ни по чему истицао и био уистину непознат, адоптирао га је нов цар Истока, примио је назив Јовије, уздигнут је на положај цезара и добио је на управу Сирију и Египат. Мало захвалан за ове изузетне и незаслужне знаке наклоности жестоко је негодовао након што је заобиђен у аранжману који је уследио после смрти Констанција Хлора када је Лициније произведен у августа. Далеко од тога да буде задовољан уступком Галерија — који је да би заменио назив цезара изумео нови, син августа, августов син (лат. filius Augusti) — без дозволе је присвојио највиши царски назив и уз много потешкоћа успео да изнуди од свог ујака невољан пристанак. По смрти последњег (311) приступио је споразуму са Лицинијем, на основу којег је поред бившег доминиона добио провинције Малу Азију, Хелеспонт и Босфор. На тај начин образована је заједничка граница између доминиона двојице суверена. Али, издајнички искористивши одсуство свог суседа, који је отишао у Милано како би оженио Константинову сестру, неочекивано је напао Тракију и изненадио Византион. Међутим, убедљиво побеђен у великој бици која се одиграла у близини Хераклеје, утекао је прво у Никомедију а оданде у Тарс, где је убрзо потом и умро, према неким наводима из очајања, а према другима од отрова. Жена и деца су му убијени, а свака замислива увреда набацивана је на његово сећање.
Велики војни таленти Херкулија, Галерија и Лицинија донекле су служили, ако не да ублаже, а оно бар да одврате пажњу од њихових порока и злочина. Али, ниједна особина, било племенита било сјајна, не ублажава грубу бруталност Максимина, који је надмашио све своје савременике у раскалашности приватног живота, у општој свирепости своје управе и у бесној мржњи којом је гонио хришћане. Његово уздизање, које је било резултат чисто породичног утицаја, мора да је било исто толико неочекивано за њега самога колико и за остале. Очекивало се да ће бити пасивно и подређено оруђе, али он ни на који начин није показао да је такав. Његова настрана таштина — осећање које једва да се може оплеменити речју „амбиција“ — била је задовољена на неко време, пошто Галерије није био вољан да зарати са креатуром коју је сам створио, али га је по свој прилици ароганција узрокована овим успехом навела на ничим неизазвану агресију која је довела до његовог уништења.